# بي جيويلد (لعبة فيديو)

صورة من لعبة بيجيويلد.

بيجيويلد (بالإنجليزية: Bejeweled)‏ ، هي لعبة فيديو من نوع ألغاز ، أنتجت سنة 2001م من قبل شركة بوب كاب الأمريكية، وتعمل لعدة أنظمة تشغيل ومنها مايكروسوفت ويندوز وأدوبي فلاش وإكس بوكس وغيره.

## استخدام الناشر
استخدمت شركات النشر لهذه اللعبة في جميع ألعاب الفيديو من أنواع اللوحات الذكية والتحميل من الإنترنت وغير ذلك.